# チャーバーン
チャーバーン伯ブンマー (พระยาจ่าบ้าน บุญมา) は、トンブリー王朝によって擁立されたチエンマイの国主である。

## 伝記
当時、チエンマイを支配していたビルマ・コンバウン王朝は、度重なるチエンマイでの反乱などで支配力を大きく低下させていた。その最中の1770年、シャム国王タークシンの軍がチエンマイを攻撃した。これに触発される形で1771年、チャーバーン伯とその一味は、十分に武装せずに300人でチエンマイでビルマに対して蜂起したが、結局失敗し、チャーバーン伯の弟はこの戦いで死んだ。
この後、ラムパーン領主の長男カーウィラと合流。またシャムから援軍を受けチエンマイを陥落させ、1774年にワット・プラタートハリプンチャイにて即位の式が行われ、チエンマイ領総督となった。
チエンマイ領総督とは名ばかりで、チエンマイは荒廃しており、実際にはカーウィラのもとに身を寄せていた。1777年、チエンマイを再興しようと、チエンマイとラムプーンの近くに移住するが、1779年、極度の精神錯乱に陥っていたタークシン王の命で、チャーバーンは甥を殺した罪により逮捕され、トンブリーへ護送され、死亡した。
彼の後、チエンマイ領侯についたのはカーウィラで、カーウィラはチャーバーンの念願であったチエンマイ再興を果たした。